# شوپارد

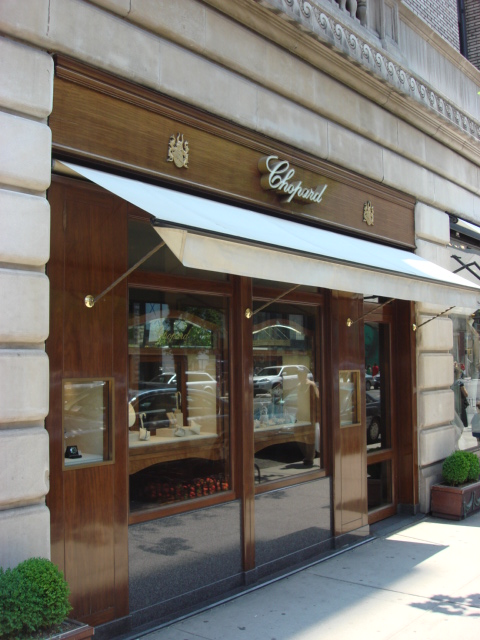
نمایندگی شوپارد در خیابان مدیسون نیویورک

شوپارد، (به انگلیسی: Chopard) یک شرکت سوئیسی سازنده ساعت، جواهرات و لوازم جانبی است که در سال ۱۸۶۰ توسط لویی-اولیس شوپارد تأسیس شده‌است.
شوپارد در سن ۲۴ سالگی کار خود را با تولید ساعت جیبی دقیق کورنومتر شروع کرد.

امروزه تولیدات این شرکت در ۱۲۴ کشور و همچنین از طریق ۱۲ نمایندگی فروش مستقیم و ۱۲۰ فروشگاه معتبر در بیشتر نقاط جهان پخش می‌شود. شوپارد سالانه حدود ۱۵۰۰۰۰ قطعه جواهر و ساعت را به فروش می‌رساند و دارای ۱۷۰۰ کارمند در سراسر جهان و گردش مالی برابر ۸۰۰ میلیون فرانک سوئیس می‌باشد.

از سال ۱۹۹۹ شوپارد حامی مالی جشنواره فیلم کن بوده‌است و بازیگرانی چون کیت وینسلت و پنلوپه کروز از جواهرات شوپارد استفاده کرده‌اند.